# Tanja Ghetta

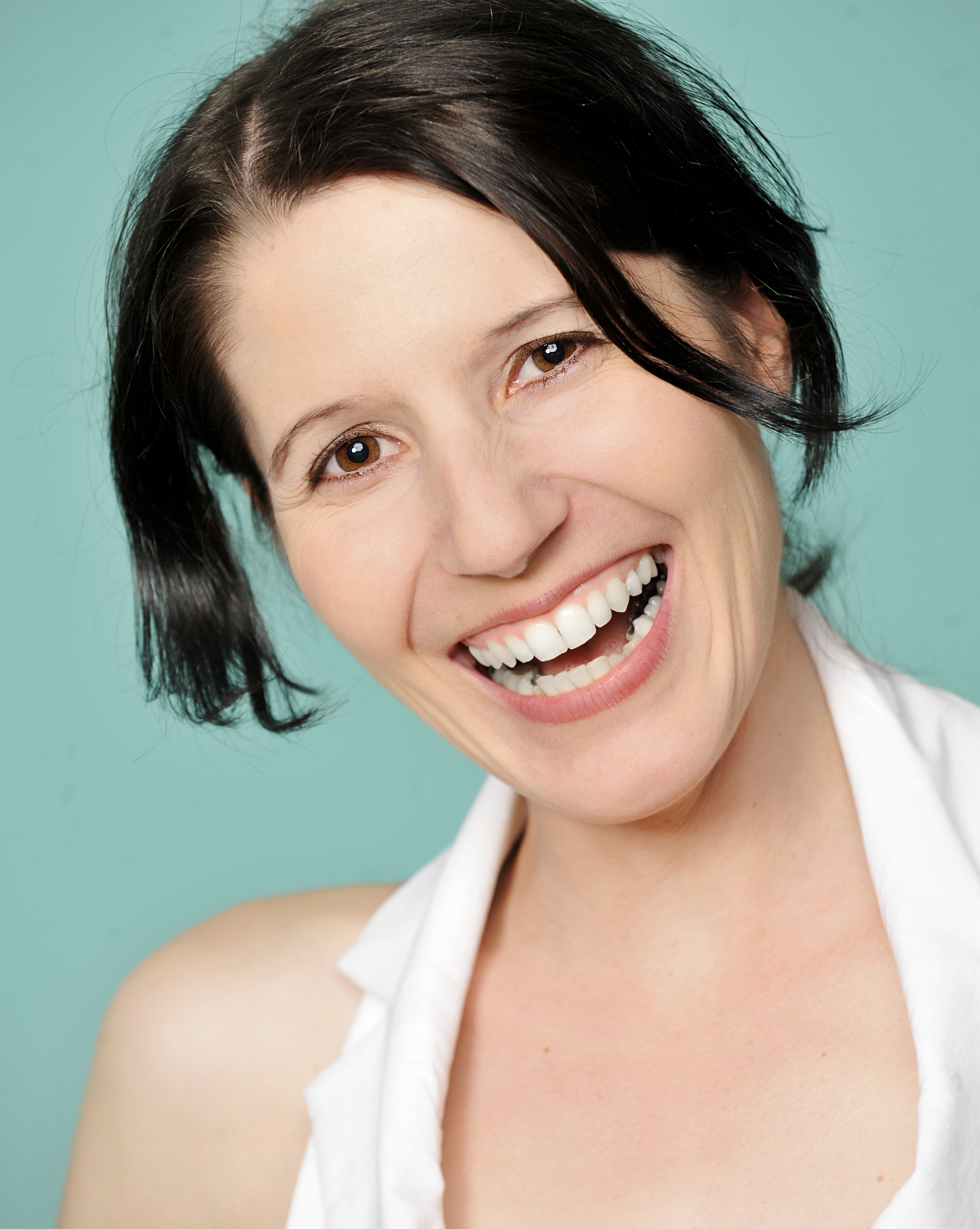
Tanja Ghetta (2009)

Tanja Ghetta (* 3. November 1973 in Hall in Tirol) ist eine österreichische Kabarettistin, Schauspielerin und Autorin.

## Leben und Wirken
Tanja Ghetta hat die Pflichtschule in Tulfes und Hall absolviert und an der katholischen Bildungsanstalt für Kindergartenpädagogik in Innsbruck 1993 maturiert. Im Anschluss besuchte sie die Schauspielschule Cingl/Fröhlich am Tiroler Landestheater Innsbruck. Nach zwei Jahren Schauspielschule Forum Tirol legte sie 1997 in Wien die paritätische Schauspiel-Prüfung ab. Danach folgten erste Engagements im Kellertheater Innsbruck, Stadttheater Innsbruck, Theaterlabor Bielefeld und an anderen Bühnen. Ghetta war in der Poetry-Slam-Szene sowie als Autorin in der Dialektzeitung Morgenschtean aktiv. Sie tritt seit 2007 mit eigenen Solokabarettprogrammen auf und ist seit 2014 als Puppenspielerin im Kabinetttheater in Wien tätig. Außerdem arbeitet sie als Theaterpädagogin und ist als solche im Theater Forum Schwechat tätig und leitet dort den Kinder- und Jugendtheaterclub Schwechat.

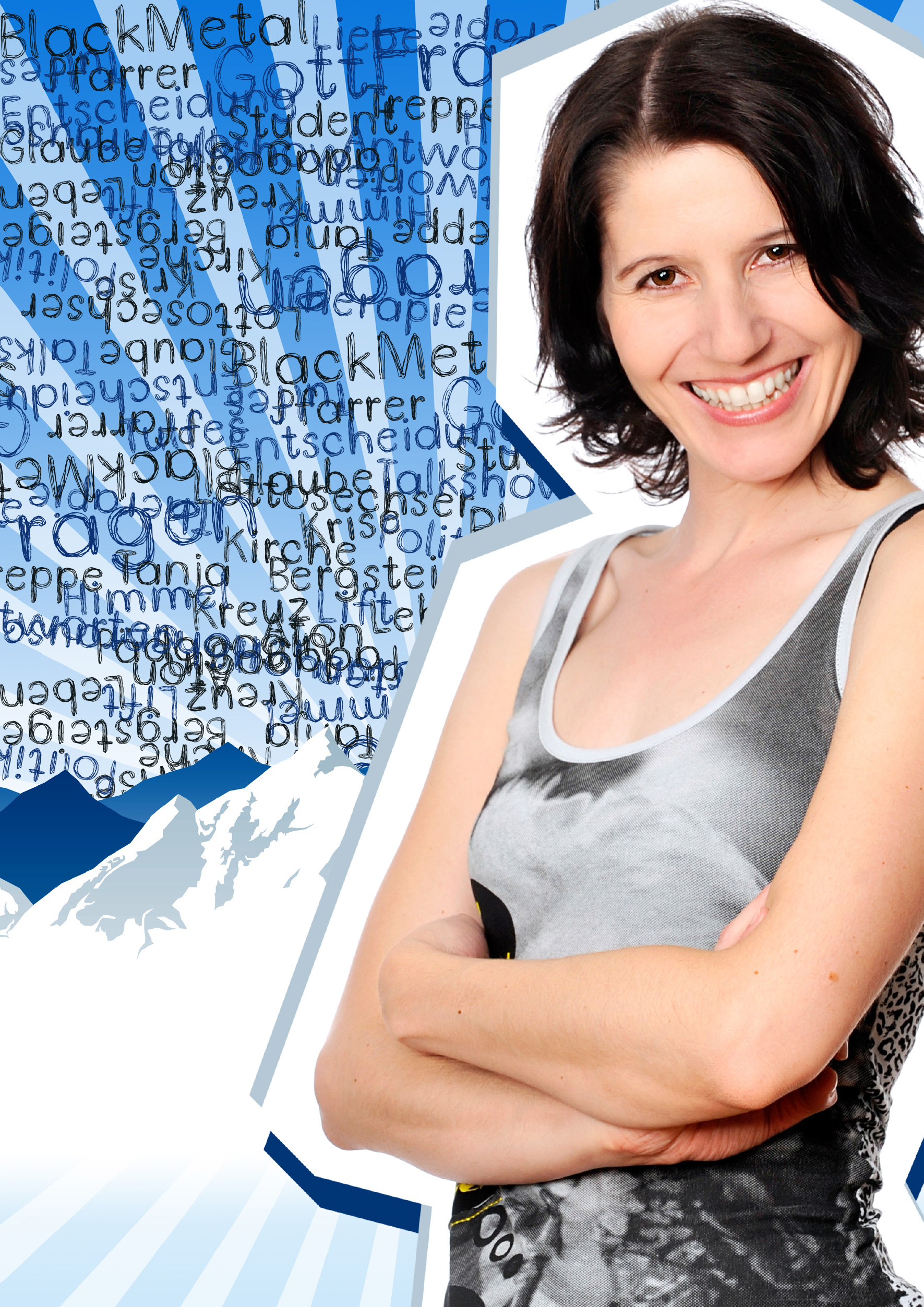
Soloprogramm Höhenrausch von Tanja Ghetta

## Kabarettprogramme
- Im Rausch der Pudelmütze, Kabarettprogramm mit der Gruppe Dreierlei (Tanja Ghetta, Marion Baier, Anke Zisak), Premiere 2003 im Aera Wien, Regie: Martin Gesslbauer
- SchleuderTrauma, Kabarettsoloprogramm, Premiere am 13. November 2007 im Theater Spektakel, Text: Peter Mair, Regie: Christine Wipplinger[3]
- Eingefädelt, Kabarettsoloprogramm, Premiere am 15. November 2010 im Theater Akzent Wien, Regie:Mara Kömives[4][5][6]
- Dirndln im Rock – von da Sunn und von da Schattnseitn, Tanja Ghetta & Tanja Peer, „TirolerLiedWortSpielAbend“, Premiere am 28. Juni 2013 im Tschocherl Wien, Regie: Tanja Ghetta
- Höhenrausch, Kabarettsoloprogramm, Premiere am 24. März 2014 im Studio des Theater Akzent, Regie: Petra Dobetsberger[7][8][9][10][11]
- Trotzphase, Kabarettsoloprogramm, Premiere am 16. Jänner 2018 in Die Kulisse in Wien, Regie: Gerhard Walter[12]
- Trotzphase junior, Kabarettsoloprogramm für Kinder, Premiere 2018, Regie: Gerhard Walter
- KabareDisteln, eine Tiroler Kabarettformation mit Daniel Lenz, Josef Holzknecht, Lukas Schmied und Tanja Ghetta, Premiere 2018
- Rapunzel – Ein Haar wäscht das Andere, mit Daniel Lenz im Rahmen vom Silbersommer Schwaz 2021 auf Burg Freundsberg

## Theater (Auswahl)
- Die Nervensäge, von Francis Veber, Kammerhofer Bühne, Regie: Leo Bauer[13]
- Trailer für die nahe Zukunft, von Oliver Schmaering, PrachtStücke Produktion, Theater Akzent, Regie: Thomas Löschnigg
- Crazy Christmas, von Robert Mohor, Kammerhofer Bühne Amstetten, Regie: Robert Mohor[14]
- Die lustigen Weiber von Windsor, von William Shakespeare, Sommerbühne Mödling, Regie: Nicole Fendesack[15]
- Die beiden Veroneser, von William Shakespeare, Sommerbühne Mödling, Regie: Nicole Fendesack
- Festival Szene bunte Wähne, von Riesengoß und Winzigklein, Regie: Markus Schossmann
- Mata Hari, von Herman van Veen, Brucknerhaus Linz, Regie: Herman van Veen
- Viel Lärm um Nichts, von William Shakespeare, Sommerbühne Mödling, Regie: Nicole Fendesack
- Hund Frau Mann, von Sibylle Berg, Stadttheater Innsbruck, Regie: Anders Linder
- Bunte Szenen, von Karl Valentin, Stadttheater Innsbruck, Regie: Anders Linder
- Liebe, Leid und Lust, von William Shakespeare, Sommerbühne Mödling, Regie: Nicole Fendesack
- Titus Andronicus, von Egon A. Prantl, Landestheater Innsbruck, Regie: Oliver Niehaus
- Das grosse Welttheater, von Calderon de la Barca, Domfestspiele Innsbruck, Regie: Anders Linder
- Coole Kids im Wunderland, Eigenproduktion, Regie: Nagy Vilmos
- Der Widerspenstigen Zähmung, von William Shakespeare, Sommerbühne Mödling, Regie: Nicole Fendesack[16]
- Theaterlabor Bielefeld, Jules Vernes Welt, Straßentheaterproduktion, Regie: Sigmar Schröder
- Theaterlabor Bielefeld, Barockstück, Straßentheaterproduktion, Regie: Sigmar Schröder
- Jodler vom Karpathenschloss, von Otto Grünmandl, Regie: Ian McNaughton

## Film und Fernsehen (Auswahl)
- Verkaufte Heimat, von Felix Mitterer, Regie: Gernot Freidl
- Die Skrupellosen, Regie: Swan
- Der Bergdoktor, Regie: Ulrich König
- Das Blaue vom Himmel, Buch und Regie: Elias Stabentheiner
- Totsterben, Kurzfilm, Geko Film
- Remedium, Kurzfilm, Goc Film
- Hyundai Kabarett-Tage, ORF[17]
- SonntagAbend: Tirol entdecken, SWR Talkshow[18]

## Auszeichnungen
- Tanja Ghetta ist Finalistin der Hirschwanger Wuchtl 2010.[19]